# 千葉市立千城台南中学校
千葉市立千城台南中学校（ちばしりつ ちしろだいみなみちゅうがっこう）は、千葉県千葉市若葉区にある、公立中学校である。

## 歴史
- 1975年度（昭和50年度）：千城台東町、南町を学区として千城台西中学校より分離し、千葉市立千城台南中学校として発足。
- 1976年度（昭和51年度）：千葉市学校緑化研究指定校に指定。プール工事竣工。
- 1990年度（平成2年度）：千葉市保健体育研究指定校。格技場竣工。
- 1992年度（平成4年度）：千葉県学校体育優良校受賞。
- 1993年度（平成5年度）：千葉市教育功労団体の部受賞。
- 1999年度（平成11年度）：千葉市教育委員会地域ぐるみ教育研究推進校に指定。
- 2005年度（平成17年度）：千葉市ボランティア教育推進校に指定。
- 2008年度（平成20年度）：キャリア教育実践プロジェクト指定校に指定。
- 2009年度（平成21年度）：千葉市環境教育モデル校に指定。
- 2016年度（平成28年度）：千葉市環境学習モデル校に指定。
- 2019年度（令和元年度）：千葉市ボランティア教育推進校に指定。
- 2020年度（令和2年度）：普通教室エアコン工事竣工。
- 2021年度（令和3年度）：特別教室エアコン工事竣工。

## アクセス
- 千葉都市モノレール千城台駅で下車。京成バスを利用する場合は千01-1、千05、千06系統のバスに乗車し、公園前で下車するとアクセスが良い。